# Crocus alatavicus
Crocus alatavicus är en irisväxtart som beskrevs av Eduard August von Regel och Semen.. Crocus alatavicus ingår i släktet krokusar, och familjen irisväxter. Inga underarter finns listade i Catalogue of Life.

## Bildgalleri

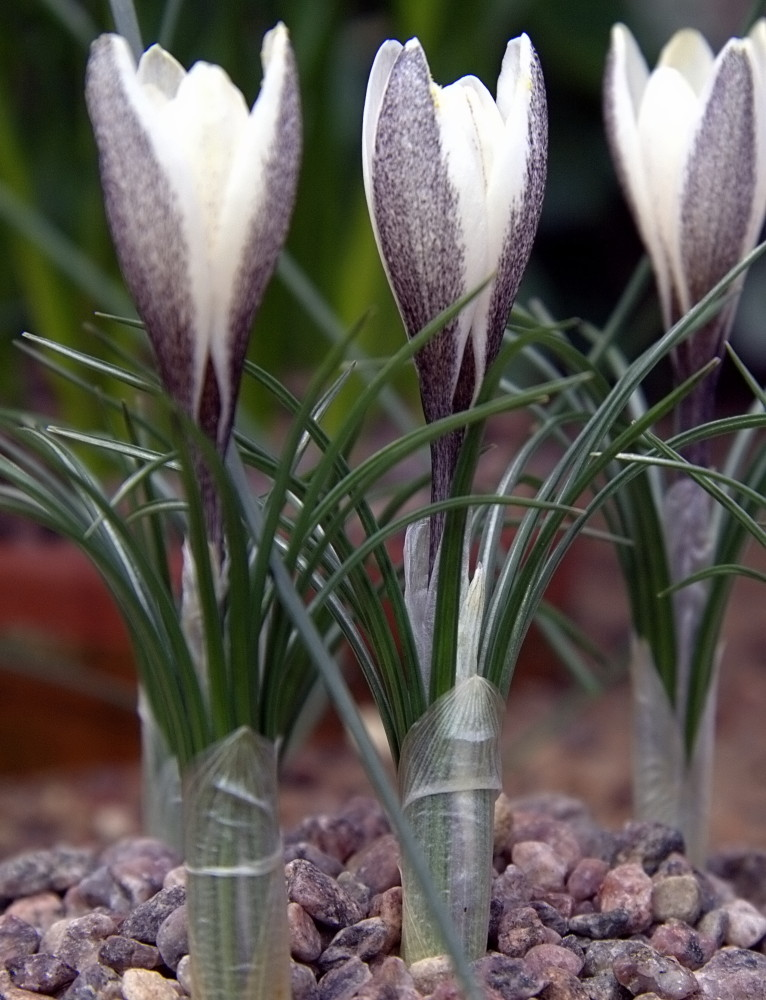